# Antares (Rakete)

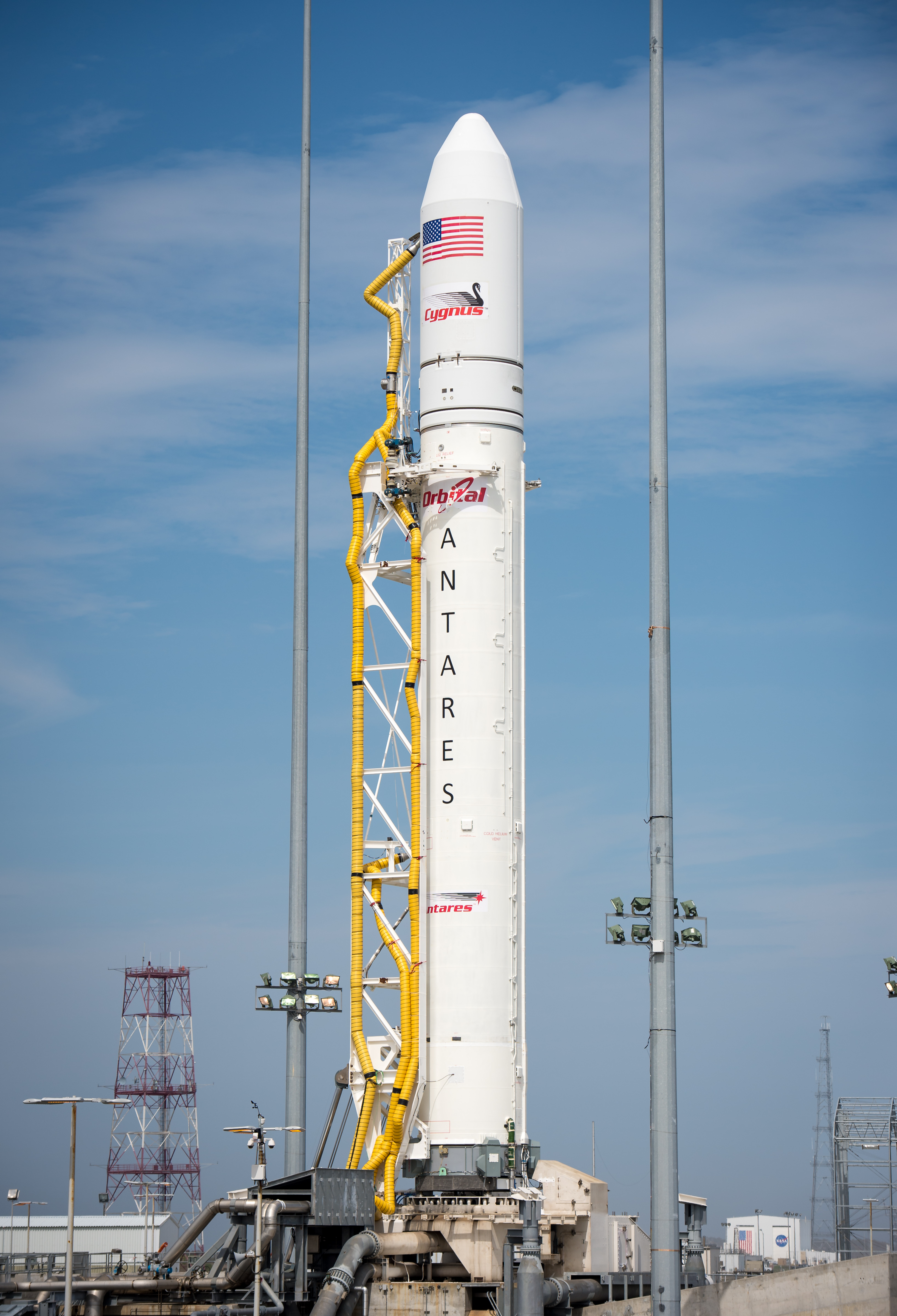
Eine Antares-Rakete

Die Antares-Rakete (vormals Taurus II) ist eine Trägerrakete mittlerer Kapazität, die von der Orbital Sciences Corporation (seit Juni 2018 Northrop Grumman Space Systems) in Zusammenarbeit mit dem ukrainischen Unternehmen KB Juschnoje entwickelt wurde und hergestellt wird. Die NASA vergab im Rahmen des COTS-Programms einen Vertrag an Orbital zum Transport von Fracht zur Internationalen Raumstation (ISS). Die primäre Nutzlast der Antares ist der Raumtransporter Cygnus. Der erste Start der Antares fand am 21. April 2013 statt. Der erste Start mit Cygnus zur ISS erfolgte am 18. September 2013.

## Entwicklung
Das Programm startete 2007 unter dem Namen Taurus II. Die Rakete wurde jedoch im Dezember 2011 vom Hersteller in Antares umbenannt, weil die letzten beiden Starts der Taurus XL gescheitert waren und ein schlechtes Omen für die neue Rakete vermieden werden sollte. Antares ist der Name des hellsten Sterns im Sternbild Skorpion. Die NASA investierte 170 Millionen Dollar und OSC weitere 150 Millionen in das Projekt. Davon wurden 130 Millionen Dollar für die Trägerrakete und 20 Millionen für das Frachtraumschiff Cygnus verwendet.
Am 10. Juni 2008 wurde bekannt, dass die Wallops Flight Facility in Virginia der Hauptstartplatz für die Rakete sein wird. Eine neue Startrampe wurde an der Position der abgerissenen Conestoga-Startrampe LP-0A errichtet; der Name der Rampe wurde beibehalten.
Nach dem letzten Flug der Rakete Antares 230+ hat sich Northrop Grumman Space Systems mit dem Unternehmen Firefly Aerospace verpartnert, um an einer neuen Version der Antares Rakete zu arbeiten, welche Antares 330 genannt werden soll. Diese Zusammenarbeit kam nach dem Überfall Russlands auf die Ukraine dann am 8. August 2022 zustande, da diese Zusammenarbeit das Problem der Abhängigkeiten von Russland und der Ukraine lösen würde. Die erste Stufe wurde von den Ukrainischen Firmen KB Juschnoj und Juschmasch hergestellt, während die Russische Firma Roskosmos das Raketentriebwerk RD-191 lieferte. Die Antares 330 soll voraussichtlich 2025 ihren Jungfernflug haben.

## Stufen

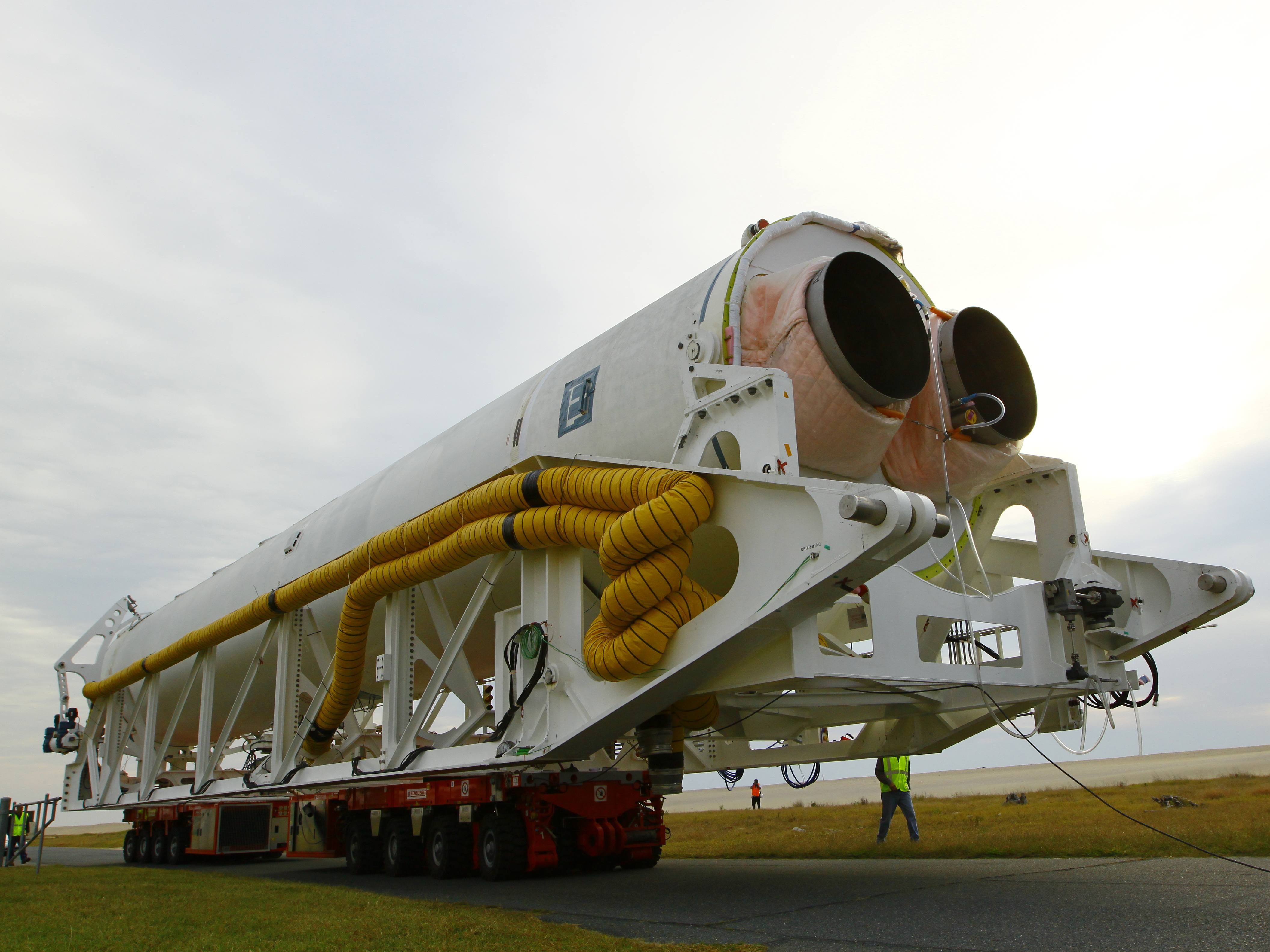
Die erste Stufe mit den beiden AJ26-62-Triebwerken auf dem Transportwagen

### Erste Stufe
Die erste wurde zunächst von zwei russischen Triebwerken des Typs Kusnezow NK-33 angetrieben. Es existierten noch etwa 60 Triebwerke; davon befand sich die Hälfte bei der Firma Aerojet, wo sie die Bezeichnung AJ26-62 erhielten. Die anderen Triebwerke befanden sich in einer Fabrik in Samara. Der Durchmesser der ersten Stufe von 3,90 m wurde identisch zur Zenit-Rakete gewählt, um die Tanks und Strukturen mit denselben Fertigungsmethoden herstellen zu können. Die erste Stufe wird ebenso wie die Zenit von Juschnoje produziert und entwickelt. OSC übernimmt die Integration und die Abnahmetests. Die erste Stufe verwendet als Treibstoffkombination Kerosin und Flüssigsauerstoff.
Nach dem Fehlstart am 28. Oktober 2014 gab Orbital bekannt, dass man mit Energomasch einen Vertrag für bis zu 60 russischen Triebwerke des Typs RD-181 unterzeichnet hat. Das RD-181 hat mit dem RD-180 der Atlas V nichts zu tun, obwohl sie ähnliche Bezeichnung haben. Das RD-181 besteht aus zwei RD-193, die wiederum vom RD-191 abgeleitet sind, das die russische Rakete Angara antreibt. Mit 1824 kN Schub auf Meereshöhe hat es deutlich mehr Schub als das NK-33 und erlaubt so eine Nutzlaststeigerung. Alleine durch den höheren Schub sinken die Gravitationsverluste, und die Nutzlast steigt um bis zu 1000 kg.

### Zweite Stufe
Die zweite Stufe ist ein Castor-30-Triebwerk. Es verwendet Festtreibstoff. Drei Varianten des Castor-30-Motors kommen zum Einsatz:
- Castor-30A bei der Antares-110 (2 Erprobungsflüge)
- Castor-30B bei den Versionen Antares-120, -121 und -122
- Castor-30XL bei den Versionen Antares-130, -131 und -132

Eine andere zweite Stufe wurde von Orbital Sciences als Ersatz für den Castor-30-Booster untersucht, um schwerere Nutzlasten transportieren zu können. Diese Stufe sollte von einem PWR35M-Triebwerk von Pratt & Whitney angetrieben werden, das die Treibstoffmischung Flüssigmethan und Flüssigsauerstoff verwendet. Sie würde ermöglichen, Nutzlasten von bis zu 7600 kg in eine niedrige Erdumlaufbahn zu bringen, jedoch scheinen die Pläne aufgegeben worden zu sein.

### Die dritten Stufen
Es stehen zwei optionale Drittstufen zur Verfügung. Die erste heißt „Bi-Propellant Third Stage“ (BTS), sie verwendet eine hypergolische Mischung aus Hydrazin und dem Oxidator Stickstofftetroxid; diese werden durch Helium druckgefördert. Sie wird von Orbital entwickelt. Sie ist ein Derivat vorheriger Entwicklungen. Die Hardware wird vom OSC-Star-2-Bus abgeleitet, andere Elemente kommen von der DART-Mission. Die zweite ist ein Star-48BV-Feststoffraketenmotor mit Schubvektorsteuerung, um Nutzlasten auf höhere Geschwindigkeiten zu bringen. Die Antares 110, -120 und -130 sind ohne dritte Stufe. Während Antares-121 und -131 BTS als dritte Stufe verwenden, kommt bei Antares-122 und -132 der Feststoffmotor Star-48BV als dritte Stufe zum Einsatz.

## Nutzlastverkleidung

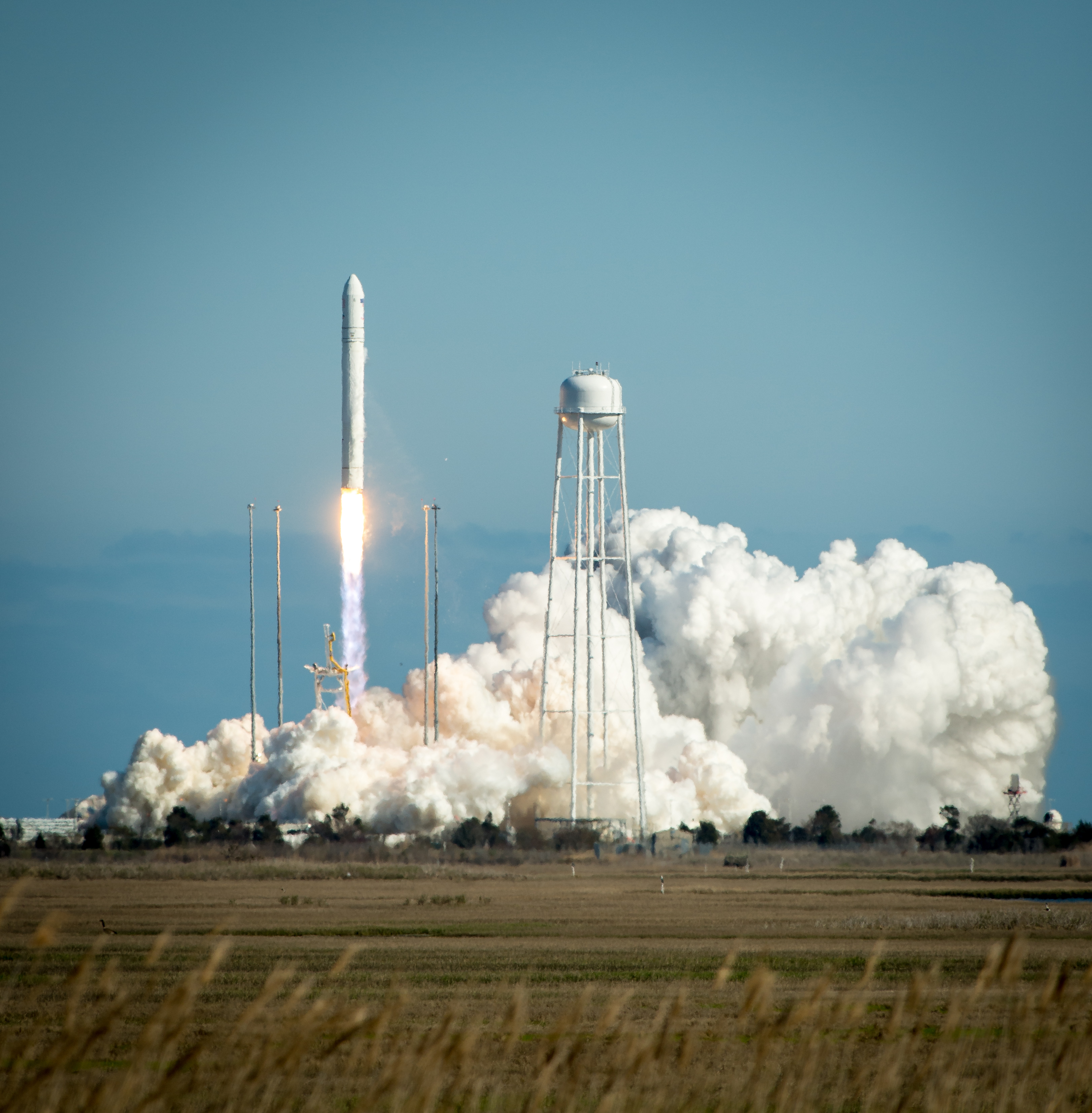
Erstflug der Antares-110-Rakete

Für Starts mit Satelliten und Raumsonden steht für die Antares eine Nutzlastverkleidung zur Verfügung. Die Nutzlastverkleidung ist 9,9 m lang und hat, wie die gesamte Rakete, 3,9 m Durchmesser. Ihre Spitze ist ein abgerundeter Doppelkegel, jedoch ragt die 2. Stufe in sie hinein, so dass von dieser bis zur Spitze der Nutzlastverkleidung die Länge nur 7,52 m beträgt, wovon sie auf 3,9 m Länge den vollen Innendurchmesser von 3,45 m bietet. Darüber nimmt der Durchmesser der Nutzlastverkleidung als Doppelkegel ab.

## Versionen
Die Antares-Rakete kann je nach Einsatz modular aus verschiedenen Komponenten zusammengestellt werden. Aus der jeweiligen Konfiguration ergibt sich die dreistellige Versionsnummer:
- Die erste Ziffer: bezeichnet die erste Stufe.
  - 1 = 2× NK-33
  - 2 = 2× RD-181
  - 3 = 7× Miranda
- Die zweite Ziffer: bezeichnet den Typ der zweiten Stufe:
  - 1 = Castor-30A
  - 2 = Castor-30B
  - 3 = Castor-30XL
- Die dritte Ziffer: bezeichnet den Typ der dritten Stufe:
  - 0 = keine dritte Stufe
  - 1 = BTS (Bi-Propellant Third Stage)
  - 2 = Star-48BV

## Zeitplan
Der erste Start der Antares war ursprünglich für März 2011 vorgesehen, erfolgte jedoch nach mehreren Verschiebungen erst am 21. April 2013. Nach diesem Demonstrationsstart startete die Antares am 18. September 2013 mit Cygnus 1 ins All. Bei den ersten beiden Flügen kam die Erprobungsvariante Antares-110 zum Einsatz. Für die nächsten zwei Cygnus-Missionen wurde die Antares-120 verwendet, die danach von der leistungsstärkeren Antares-130 abgelöst wurde.
Nach dem Fehlschlag von Orb-3 vom Oktober 2014 wurden zwei Flüge des Cygnus-Raumschiffes auf die Atlas-V-Rakete von United Launch Alliance gebucht. Mit der verbesserten und mit neuen Triebwerken ausgestatteten Version Antares-230 wurden die eigenen Flüge dann wieder fortgeführt.

## Startliste
→ Siehe: Liste der Antares-Raketenstarts